# Aristide Baracchi
Aristide Baracchi (Reggio nell'Emilia, 31 de juliol, 1885 – Milà (Llombardia), 28 d'agost, 1964), va ser un baríton italià.

## Biografia
Cantant d'òpera de corda barítona, conegut sobretot per les seves interpretacions de La bohème de Giacomo Puccini, va gravar nombrosos discos per al segell Società Italiana Fonotipia.
Del 1928 al 1939 actuà a la Royal Opera House de Londres, en diverses òperes, entre les quals Turandot de G. Puccini, en el paper de Ping, i I pagliacci de Ruggero Leoncavallo, en el paper de Silvio.
De 1924 a 1951 va ser una presència habitual al Festival d'Òpera de l'Arena, un esdeveniment de música d'òpera, celebrat a l'Arena de Verona.
Els darrers anys de la seva vida es van dedicar a l'ensenyament de la música a Milà, on va morir l'any 1964 a la residència de músics "G. Verdi".

## Repertori i debuts
- La bohème (Giacomo Puccini) – Milà, Teatro Dal Verme, 1911, en el rol de Schaunard;
- El barber de Sevilla (Gioachino Rossini) – Carrara, Politeama Giuseppe Verdi, 1915, en el rol de Don Bartolo;
- Cavalleria Rusticana (Pietro Mascagni) – Brescia, Teatro Sociale, 1917, en el rol de Alfio;
- Madame Butterfly (Giacomo Puccini) – Milà, Teatro Dal Verme, 1917, en el rol de Sharpless;
- Lucrezia Borgia (Gaetano Donizetti) - Teatro Comunale di Bologna, 1917, en el rol de Gubetta Belverana
- La rondine (Giacomo Puccini) - Teatro Comunale di Bologna, 1917, en el rol de Crébillon/Rabounier
- Werther (Massenet) - Teatro Apollo di Bologna, 1918 en el rol d'Alberto
- Lodoletta (Pietro Mascagni) - Teatre Donizetti de Bèrgam, 1918 en el rol de Franz
- Siegfried (Wagner) - Teatro Regio di Torino, 1919 rol d'Alberico
- Gianni Schicchi (Giacomo Puccini) - Teatro Regio di Torino, 1920, en el rol de Pinellino/Guiccio
- Lohengrin (Richard Wagner) - Teatro Comunale di Bologna, 1920, rol d'Araldo
- Otello (Verdi) - Teatro Comunale di Bologna, 1920, en el rol d'Araldo
- I pagliacci (Ruggero Leoncavallo) - Teatro La Fenice de Venècia, 1921, en el rol de Tonio
- Carmen (Georges Bizet) - Teatro La Fenice di Venezia, 1921, en el rol d'Escamillo
- Rigoletto (Giuseppe Verdi) - Teatro alla Scala di Milà, 1922 en el rol de Monterone
- Gianni Schicchi - Teatro alla Scala di Milà, 1922, en el rol de Marco
- Il piccolo Marat (Pietro Mascagni) - Teatro Donizetti di Bèrgam, 1922, en el rol de capità
- Debora e Jaele (Ildebrando Pizzetti) – Milà, Teatro alla Scala, 16 desembre 1922, en el rol de Piràm;
- La cena delle beffe (Umberto Giordano) – Milà, Teatre de La Scala, 20 desembre 1924, direcció da Arturo Toscanini, en el rol de Fazio
- I cavalieri di Ekebù (Riccardo Zandonai) – Milà, Teatro alla Scala, 7 març 1925, en el rol de Everardo;
- Sly, ovvero la leggenda del dormiente svegliato (Ermanno Wolf-Ferrari) – Milà, Teatro alla Scala, 29 Desembre de 1927, en el paper del quart noble xinès
- Manon Lescaut (Giacomo Puccini) - 1930, en el paper de l'hostaler i un sergent
- Fra Gherardo (Ildebrando Pizzetti) – Milà, Teatro alla Scala, 16 maig 1928, en diversos papers;
- Il re (Umberto Giordano) – Milà, Teatro alla Scala, 12 gener 1929, en el rol del majordom;
- Nerone (Pietro Mascagni) – Milà, Teatro alla Scala, 16 gener 1935, en el rol de Vinìcio;
- Lucrezia (Ottorino Respighi) – Milà, Teatro alla Scala, 24 febrer 1937, en el rol de Valerio;
- La fanciulla del West (Giacomo Puccini) - 1950, en el rol de Billy Jackrabbit
- Cagliostro (Ildebrando Pizzetti) – Auditorium Rai di Milà, 5 novembre 1952, en el paper d'un dels criats;
- Madama Butterfly (Giacomo Puccini) - 1956, en el paper de comissari imperial

## Discografia
- La bohème – 1917 Orquestra i cor de la Scala, director Carlo Sabajno
- La bohème – 1928 Orquestra i cor de la Scala, director Lorenzo Molajoli
- La bohème – 1928 Orquestra i cor de La Scala, director Carlo Sabajno
- El barber de Sevilla – 1929 director Lorenzo Molajoli
- Manon Lescaut - 1931 Orquestra i cor del Teatro alla Scala, director Lorenzo Molajoli
- Carmen - 1932 Orquestra i Cor de la Scala, director Lorenzo Molajoli
- La bohème – 1938 Orquestra i cor de la Scala, director Umberto Berrettoni